# Hrabstwo Pitt
Hrabstwo Pitt (ang. Pitt County) – hrabstwo w stanie Karolina Północna w Stanach Zjednoczonych.

## Geografia
Według spisu z 2000 roku obszar całkowity hrabstwa obejmuje powierzchnię 655 mil2 (1696,44 km²), z czego 652 mile2 (1688,67 km²) stanowią lądy, a 3 mile2 (7,77 km²) stanowią wody. Według szacunków United States Census Bureau w roku 2012 miało 172 554 mieszkańców. Jego siedzibą administracyjną jest Greenville.

### Miasta
- Ayden
- Bethel
- Falkland
- Farmville
- Fountain
- Grifton
- Grimesland
- Greenville
- Winterville

### CDP
- Bell Arthur
- Belvoir
- Stokes
- Simpson (wieś)